# Rocky Linux
Rocky Linux è una distribuzione Linux, basata su Red Hat Enterprise Linux (RHEL), sviluppata da Rocky Enterprise Software Foundation. Come ambiente desktop predefinito fa uso di GNOME. Il progetto è nato con lo scopo di sviluppare un sistema operativo orientato alle imprese e con una buona comunità di supporto. Assieme a Red Hat Enterprise Linux e SUSE Linux Enterprise, anche Rocky Linux è divenuta una distribuzione popolare come sistema operativo per l'ambito aziendale.
La prima distribuzione rilasciata di Rocky Linux è stata la versione 8.4, in data 30 aprile 2021 (Release candidate), versione stabile rilasciata in data 21 giugno 2021. Rocky Linux 8.x sarà supportato fino a maggio 2029.

## Storia
In data 8 dicembre 2020, Red Hat ha annunciato che lo sviluppo della distribuzione enterprise (aziendale) gratuita CentOS sarebbe stato abbandonato. Quindi Gregory Kurtzer, il fondatore di CentOS, ha annunciato di voler iniziare un nuovo progetto sempre sulla base della filosofia di CentOS. Il nome è stato scelto in onore del cofondatore di CentOS, Rocky McGaugh.
Nel giro di poco tempo, è stata annunciata la data di rilascio del progetto, avvenuta il 30 aprile 2021 con la versione 8.4 RC, divenuta distribuzione stabile in data 21 giugno 2021. L'attuale distribuzione più recente è la versione 9.5, rilasciata in data 19 novembre 2024 e supportata fino al 31 maggio 2032.
Attualmente si trova nella lista delle distribuzioni Linux più popolari secondo DistroWatch.

## Rilasci
Alcune delle immagini ISO rilasciate dalla Rocky Enterprise Software Foundation vengono create per scopi specifici. Ad esempio per fornire un'immagine avviabile live o per fornire un supporti di installazione di dimensioni ridotte.
| Versione Rocky Linux                                                           | Code Name      | Architetture                    | RHEL base | Kernel          | Data rilascio Rocky Linux | Data rilascio RHEL | Ritardo (giorni) |
| ------------------------------------------------------------------------------ | -------------- | ------------------------------- | --------- | --------------- | ------------------------- | ------------------ | ---------------- |
| 8.3                                                                            | Green Obsidian | x86-64, ARM64                   | 8.3       | 4.18.0-240      | 01-05-2021                | 2020-11-03         | 179              |
| 8.4                                                                            | Green Obsidian | x86-64, ARM64                   | 8.4       | 4.18.0-305      | 21-06-2021                | 18-05-2021         | 34               |
| 8.5                                                                            | Green Obsidian | x86-64, ARM64                   | 8.5       | 4.18.0-348      | 15-11-2021                | 09-11-2021         | 6                |
| 8.6                                                                            | Green Obsidian | x86-64, ARM64                   | 8.6       | 4.18.0-372.9.1  | 16-05-2022                | 10-05-2022         | 6                |
| 8.7                                                                            | Green Obsidian | x86-64, ARM64                   | 8.7       | 4.18.0-425.3.1  | 14-11-2022                | 09-11-2022         | 5                |
| 8.8                                                                            | Green Obsidian | x86-64, ARM64                   | 8.8       | 4.18.0-477.10.1 | 20-05-2023                | 16-05-2023         | 4                |
| 8.9                                                                            | Green Obsidian | x86-64, ARM64                   | 8.9       | 4.18.0-513.5.1  | 22-11-2023                | 14-11-2023         | 8                |
| 8.10                                                                           | Green Obsidian | x86-64, ARM64                   | 8.10      | 4.18.0-553      | 30-05-2024                | 22-05-2024         | 8                |
| 9.0                                                                            | Blue Onyx      | x86-64-v2,ARM64, ppc64le, s390x | 9.0       | 5.14.0-70.13.1  | 14-07-2022                | 17-05-2022         | 58               |
| 9.1                                                                            | Blue Onyx      | x86-64-v2,ARM64, ppc64le, s390x | 9.1       | 5.14.0-162.6.1  | 26-11-2022                | 15-11-2022         | 11               |
| 9.2                                                                            | Blue Onyx      | x86-64-v2,ARM64, ppc64le, s390x | 9.2       | 5.14.0-284.11.1 | 16-05-2023                | 10-05-2023         | 6                |
| 9.3                                                                            | Blue Onyx      | x86-64-v2,ARM64, ppc64le, s390x | 9.3       | 5.14.0-362.8.1  | 20-11-2023                | 07-11-2023         | 13               |
| 9.4                                                                            | Blue Onyx      | x86-64-v2,ARM64, ppc64le, s390x | 9.4       | 5.14.0-427.13.1 | 09-05-2024                | 30-04-2024         | 9                |
| 9.5                                                                            | Blue Onyx      | x86-64-v2,ARM64, ppc64le, s390x | 9.5       | 5.14.0-503.14.1 | 19-11-2024                | 12-11-2024         | 7                |
| Legenda:Vecchia versioneVersione precedente ancora supportataVersione corrente |                |                                 |           |                 |                           |                    |                  |